# Shahumyan
Pour les articles homonymes, voir Shahumyan (homonymie).
Shahumyan (en arménien Շահումյան ; jusqu'en 1950 Yuva) est une communauté rurale du marz d'Ararat en Arménie. En 2008, elle compte 4 366 habitants.